# Loreley (Schiff, 1886)
Die Loreley war ein als Stationsschiff im Mittelmeer eingesetztes Schiff der Kaiserlichen Marine. Die 1885 vom Stapel gelaufene Dampfyacht wurde 1896 angekauft und bis 1918 vor Konstantinopel stationiert. Das Schiff wurde dann an die Türkei verkauft und ging 1926 während einer Fahrt im Schwarzen Meer verloren.

## Geschichte

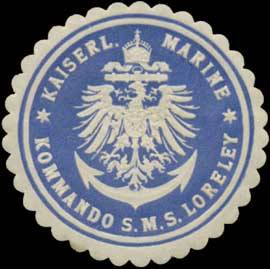
Siegelmarke K. Marine Kommando S.M.S. Loreley

### Bau und Ankauf
Die schottische Werft D. & W. Henderson & Company in Glasgow erhielt 1884 von der Firma A. H. G Wittey & Co. den Auftrag zum Bau einer Dampfyacht. Diese lief am 1. Juni 1885 unter dem Namen Mohican vom Stapel und wurde im Jahr darauf dem Besteller übergeben. Das Schiff stand nach kurzem Einsatz bereits im Jahr 1892 wieder zum Verkauf. Anfang des Jahres 1896 erwarb die Kaiserliche Marine die Mohican. Da der als Stationär in Konstantinopel eingesetzte Aviso Loreley abgenutzt war und ersetzt werden musste, wurde die Mohican gemäß einer Kabinettsorder vom 5. Mai 1896 für diesen Zweck vorgesehen. Das Schiff erhielt entsprechend die vorübergehende Bezeichnung Ersatz Loreley. Es wurde geringfügig umgebaut und mit einer Bewaffnung versehen.

### Einsatz
Nach der entsprechenden Ausrüstung wurde die Ersatz Loreley am 6. August 1896 in Dienst gestellt. Das Schiff trat umgehend die Ausreise ins Mittelmeer an und erreichte am 7. September Konstantinopel. Am selben Tag wurde der alte, radgetriebene Aviso, außer Dienst gestellt. Die Ersatz Loreley übernahm von ihm die Funktion des Stationärs und auch den Namen Loreley.
Im Friedensvertrag von 1856 hatte das Osmanische Reich den europäischen Großmächten die dauerhafte Stationierung eines Kriegsschiffs im Bosporus zugestehen müssen. Auf Grundlage dieses Vertrages fand auch der Einsatz der Loreley statt. Aufgrund der Unruhen und Übergriffe auf die armenische Bevölkerung, besonders im Jahr 1895, wurde das Recht zur Stationierung eines zweiten Schiffes gefordert und schließlich auch zugestanden. Die gleichzeitig erhobene Forderung der Vereinigten Staaten, Spaniens, der Niederlande und Griechenlands, ebenfalls das Recht zur Stationierung eines Kriegsschiffs zu erhalten, wurde hingegen abgelehnt. Das Deutsche Reich und Österreich-Ungarn machten von der Neuregelung jedoch keinen Gebrauch, die Loreley blieb bis 1914 als einziges Schiff der Kaiserlichen Marine langfristig in Konstantinopel.
Die Hauptaufgabe des Schiffes war die Repräsentation des Deutschen Reiches. Zu vielen Anlässen befand sich der deutsche Botschafter an Bord der Loreley, die ihm aufgrund einer zwischen dem Auswärtigen Amt und dem Oberkommando der Marine getroffenen Vereinbarung zur Erfüllung diplomatischer Aufgaben zur Verfügung stand. Außerdem gehörten Fahrten durch das Schwarze Meer und die Ägäis und der Besuch dortiger Hafenstädte zu den üblichen Aufgaben der Loreley.
Im Oktober und November 1898 stand die Loreley Kaiser Wilhelm II. für einen Besuch in der Türkei zur Verfügung. Das Schiff traf am 17. Oktober in Tenedos mit der Kaiseryacht Hohenzollern und der diese begleitenden Hertha zusammen. Die Loreley geleitete beide Schiffe nach Konstantinopel und unternahm anschließend eine kurze Fahrt in das Schwarze Meer, bei der sich der Kaiser an Bord befand. Es folgte eine Reise nach Palästina, wo Wilhelm II. unter anderem auch Jerusalem besuchte. Die Loreley war am 15. November wieder an ihrem Liegeplatz zurück.
Nach einem Werftaufenthalt vom 8. November bis Anfang Dezember 1899 in Genua stand die Loreley zur Verfügung der Kaiserin Friedrich, die sich in Lerici aufhielt. Unter anderem reiste in dieser Zeit Prinz Heinrich von Preußen auf dem Schiff von Genua nach Lerici und gemeinsam mit seiner Mutter am 19. April 1900 wieder nach Genua zurück. Nach einem kurzen Zusammentreffen mit der Moltke Ende Januar 1901 lief die Loreley verschiedene Häfen mit deutschen Konsulaten an. Dort hatten sich die Wehrpflichtigen zur Erfassung und Musterung einzufinden.
Von November 1902 bis Februar 1903 hielt sich die Loreley für Reparaturen in Piräus auf. Während dieser Zeit erlangte das Schiff durch einen an Bord verübten Mord größere Aufmerksamkeit. Für die Dauer der Reparaturarbeiten war die Mannschaft an Land untergebracht. Auf der Loreley verblieb nur ein kleines Wachkommando. In der Nacht vom 16. auf den 17. November 1902 erstach der wachhabende Matrose Kohler den ebenfalls an Bord befindlichen Maat Biedritzki mit einem Stilett und stahl eine eiserne Kiste mit Dokumenten und Geld. Am Morgen des 17. November fand ein inspizierender Unteroffizier die Loreley verlassen vor, Blutspuren und das Fehlen der Kiste deuteten jedoch auf ein Verbrechen hin. Taucher bargen noch am selben Tag die Leiche Biedritzkis aus dem Hafenbecken. Der anfangs ebenfalls für tot gehaltene Kohler wurde am 18. November aufgefunden und verhaftet. Er gestand die Tat und gab als Motiv Geldgier an. Die gestohlene Kiste fand man an einem nahegelegenen Leuchtturm, wo Kohler sie beim Nahen eines Fischerbootes zurückgelassen hatte. Der Matrose hatte auf Veranlassung eines ausländischen Geheimdienstes gehandelt, für den die Dokumente der im diplomatischen Dienst befindlichen Loreley von Interesse waren. Kohler wurde von der Stein nach Deutschland gebracht und musste sich dort vor einem Kriegsgericht verantworten.
Die Loreley stand im April 1904 Kronprinz Wilhelm und Prinz Eitel Friedrich für deren Besuch beim Sultan zur Verfügung. Am 3. Mai lief das Schiff von Alexandria aus Saloniki an, da es in Mazedonien zu Unruhen gekommen war. Während der Feiern zum 50-jährigen Bestehen der internationalen Donau-Kommission im Jahr 1906 lag die Loreley vor Galatz. Ursprünglich war im Anschluss eine Fahrt zu verschiedenen russischen Häfen vorgesehen, die jedoch aufgrund politischer Spannungen unterblieb. Die folgenden zwei Jahre waren von den Routineaufgaben geprägt, wobei 1907 lediglich die Teilnahme an einer Hochzeitsfeier im griechischen Königshaus eine Ausnahme bildete.
1909 kam es im südlichen Anatolien wieder zu schweren Übergriffen auf die christliche armenische Bevölkerung. Die Loreley hatte daher ab dem 20. April mit weiteren Kriegsschiffen anderer Seemächte für ein etwaiges Eingreifen bereitzustehen. Bereits am 24. April wurde das Schiff durch den Kleinen Kreuzer Hamburg abgelöst. Während dieses viertägigen Einsatzes waren lediglich Hilfsleistungen für deutsche und österreichisch-ungarische Staatsangehörige notwendig geworden. Die Loreley traf am 27. April wieder an ihrem ständigen Liegeplatz vor Therapia ein. Am selben Tag wurde der bisherige Sultan Abdülhamid II., der die im Vorjahr gemachten Reformen rückgängig machen wollte, von der Jungtürken-Bewegung für abgesetzt erklärt und sein Bruder als Mehmed V. zum Nachfolger ausgerufen. Abdülhamid hatte Konstantinopel zu verlassen und wurde mit Genehmigung der osmanischen Regierung von der Loreley nach Saloniki gebracht.
Im Sommer 1910 kaufte das Osmanische Reich die beiden deutschen Linienschiffe Kurfürst Friedrich Wilhelm und Weißenburg an. Am 27. August kam der Kommandant des Übergabeverbandes, Konteradmiral Koch, an Bord der Loreley, um die Übergabeformalitäten zu regeln. Am 3. September begleitete der Stationär beide Schiffe zu ihrem Liegeplatz. Im November lief die Loreley auf dem Weg nach Triest vor Lepanto leicht auf Grund und musste von einem britischen Zerstörer freigeschleppt werden. Mitte des Monats wurde in Triest mit einer Grundreparatur begonnen, die am 1. März 1911 abgeschlossen werden konnte.
Während des Italienisch-Türkischen Krieges hielt sich die Loreley, unterstützt durch die Geier, zum Schutz deutscher Bewohner in den türkischen Küstengebieten auf. Nach dem Ausbruch des Ersten Balkankrieges wurde die deutsche Mittelmeerdivision unter Konteradmiral Konrad Trummler gebildet, der neben dem Großen Kreuzer Goeben und dem Kleinen Kreuzer Breslau auch die Loreley zugeteilt wurde. Sie hielt sich jedoch hauptsächlich auf ihrem Liegeplatz auf. Nachdem die griechische Besetzung Salonikis immer wahrscheinlicher wurde, erhielt das Schiff den Befehl, den vormaligen Sultan Abdülhamid nach Konstantinopel zurückzubringen. Mehmed V. hatte zuvor eine entsprechende Bitte an Wilhelm II. geäußert. Am 2. November 1912 war der Stationär von dieser Fahrt zurück. Noch vor dem Ende des Krieges hielt sich die Loreley vom 10. Februar bis zum 3. März 1913 in Triest auf, wo Reparaturarbeiten durchgeführt wurden. Mitte August konnte das Schiff bei der Bekämpfung eines Brandes der französischen Botschaft in Konstantinopel helfen.
Die Loreley lag vom 2. Februar bis zum 13. März 1914 zur Überholung in Alexandria. In der zweiten Aprilhälfte stand das Schiff dem Kaiser zur Verfügung, der sich auf Korfu aufhielt. Die letzte Friedensfahrt im Stationsgebiet, die nach Smyrna führte, endete am 12. Juli. Nach dem Ausbruch des Ersten Weltkrieges wurde die Loreley am 6. August außer Dienst gestellt. Ihr Kommandant, Korvettenkapitän Humann, wurde Leiter des Marine-Etappenkommandos und Nachrichtenoffizier des Admiralstabs. Die Loreley wurde während des Krieges als Tender, zeitweise jedoch auch für Frachtfahrten im Marmarameer genutzt. Eine offizielle Indienststellung erfolgte dabei erst wieder im Dezember 1917. Die Besatzung bestand sowohl aus Deutschen als auch aus Türken, das Kommando erhielt Kapitänleutnant der Reserve Meis. Die Fahrten erfolgten teilweise unter der Reichsdienstflagge. Am 2. November 1918 wurde die Loreley endgültig außer Dienst gestellt.

### Verbleib
Noch am Tag der Außerdienststellung wurde die Loreley aus der Liste der Kriegsschiffe gestrichen und der Türkei überlassen. Nach einer Aufliegezeit kaufte im April 1924 ein türkischer Reeder das Schiff und setzte es unter dem Namen Haci Paşa als Frachter ein. Auf einer am 2. Januar 1926 begonnenen Fahrt von Batum nach Samsun verscholl das Schiff im Schwarzen Meer.

## Technik
Die Loreley war ein mit Querspanten versehener Stahlbau mit hölzernen Decks. Der Rumpf war durch sechs Querschotte wasserdicht unterteilt. Die maximale Verdrängung des Schiffs betrug 924 t und damit nur 4 t mehr als die Konstruktionsverdrängung. Die Loreley war 68,7 m lang, die Konstruktionswasserlinie belief sich auf 61,0 m. Die größte Breite des Rumpfes betrug 8,4 m. Bei maximaler Verdrängung hatte das Schiff einen Tiefgang von 3,78 m vorn und 4,58 m achtern.
Die elektrische Ausrüstung des Schiffs wurde mit einer Spannung von 60 Volt betrieben. Den nötigen Strom lieferten zwei Generatoren mit einer Gesamtleistung von 11,4 kW.
Die Besatzung der Loreley bestand aus 61 Mann. Neben vier Offizieren befanden sich 57 Unteroffiziere und Mannschaften an Bord.
Die Yacht galt als gutes Seeschiff. Sie ließ sich gut steuern und lag gut bei. Jedoch stampfte das Schiff gegensee stark ein und nahm viel Wasser über. Quer zur See neigte es zu heftigem Schlingern.

### Antriebsanlage
Die Antriebsanlage war auf jeweils einen separaten Kessel- und Maschinenraum aufgeteilt. Die Loreley verfügte über einen Zylinderkessel mit vier Feuerungen und einer Heizfläche von 204 m², der einen Dampfdruck von 9 atü erzeugte. Die Maschinenanlage bestand aus einer stehend angeordneten dreizylindrigen Verbunddampfmaschine mit dreifacher Dampfdehnung. Sie leistete 700 PSi und wirkte auf einen vierflügeligen Propeller mit 3,66 m Durchmesser. Die Antriebsanlage beschleunigte die Loreley auf eine Höchstgeschwindigkeit von 11,9 kn. Der mitgeführte Brennstoffvorrat von 180 t Kohle ermöglichte dem Schiff eine Dampfstrecke von 3.900 sm bei 9 kn.

### Takelage
Zusätzlich zur Antriebsanlage war die Loreley mit einer Takelage versehen. Das als Schoner geriggte Schiff verfügte ursprünglich über drei Masten und eine Segelfläche von 435 m². Später wurde der Besanmast mit einem Hochsegel ausgestattet, wodurch sich die Segelfläche auf 400 m² reduzierte. Auch wenn ein reiner Segelantrieb nicht möglich war, war die Takelage eine gute Unterstützung der Dampfmaschine.

### Bewaffnung
Die Loreley war mit zwei Torpedobootskanonen mit einem Kaliber von 5 cm und 40 Kaliberlängen ausgerüstet. Diese konnten bis zu 4,8 km weit feuern. Für die Geschütze wurden 265 Schuss Munition mitgeführt.

## Kommandanten
| 6. August 1896 bis September 1897  | Kapitänleutnant Günther von Krosigk                              |
| September 1897 bis Dezember 1898   | Kapitänleutnant / Korvettenkapitän Job von Witzleben             |
| Dezember 1898 bis Oktober 1900     | Kapitänleutnant / Korvettenkapitän Karl von Levetzow             |
| Oktober 1900 bis September 1901    | Kapitänleutnant Gottfried von Dalwigk zu Lichtenfels             |
| September 1901 bis Oktober 1902    | Kapitänleutnant von Rothkirch und Panthen                        |
| Oktober 1902 bis September 1903    | Kapitänleutnant Ludwig von Reuter                                |
| September 1903 bis Oktober 1904    | Kapitänleutnant Walther von Keyserlingk                          |
| Oktober 1904 bis September 1905    | Kapitänleutnant Franz Brüninghaus                                |
| September 1905 bis September 1906  | Kapitänleutnant / Korvettenkapitän Wilhelm von Krosigk           |
| September 1906 bis Oktober 1907    | Kapitänleutnant Paul Kettner                                     |
| Oktober 1907 bis September 1908    | Kapitänleutnant Leberecht von Klitzing                           |
| September 1908 bis September 1909  | Kapitänleutnant / Korvettenkapitän Walter Hildebrand             |
| September 1909 bis September 1910  | Kapitänleutnant / Korvettenkapitän Carl zu Ysenburg und Büdingen |
| September 1910 bis Oktober 1911    | Kapitänleutnant / Korvettenkapitän von Gaudecker                 |
| Oktober 1911 bis Oktober 1912      | Kapitänleutnant / Korvettenkapitän Fritz Wossidlo                |
| Oktober 1912 bis Oktober 1913      | Korvettenkapitän Joachim von Arnim                               |
| Oktober 1913 bis 6. August 1914    | Kapitänleutnant Hans Humann                                      |
| Dezember 1917 bis 2. November 1918 | Kapitänleutnant R. Meis                                          |